# Quercus faginea
Quercus faginea (дуб португальський) — вид рослин з родини Букові (Fagaceae); поширений у західному Середземномор'ї.

## Опис
Дерево заввишки до 20 м, широка крона, іноді чагарник у несприятливих середовищах, кора сірувато-коричнева або коричнева. Листки 3–15 × 1.5–9 см, яйцювато-ланцетоподібний або еліптичні, зубчасті або лопатеві; черешок 5–20 мм. Квіти — чоловічі й жіночі сережки. Плід — жолудь. Цвіте з лютого по травень.

## Поширення
Поширення: Португалія, Іспанія (у т. ч. Балеарські острови), пн. Алжир, Марокко.
Це велике дерево часто мешкає в ґрунті від основного до нейтрального (pH 6.5–7.6). Більш частими місцями проживання є змішаний ліс португальського дуба разом з іншими видами дуба, такими як Quercus suber, Q. robur, Q. petraea, Q. pyrenaica, Q. ilex, Q. rotundifolia, Q. pubescens. Чисто португальський дуб локалізований в Центральній Іспанії й трохи на північному сході Португалії. 

## Використання
Деревину використовують для архітектури, човнів та будівництва. Стебло та великі гілки використовувались як пальне та для виготовлення деревного вугілля. Крім того, жолуді споживають тварини.

## Загрози й охорона
Загрозою є гібридизація. Є побоювання, що подальше скорочення кількості опадів може спричинити зниження чисельності цього виду, оскільки посуха є його головним обмежувальним фактором. У Португалії вид зазнає тиску з боку туристичного розвитку в горах поблизу узбережжя та сільськогосподарської експансії. Цей вид постраждав від експлуатації, що призводить до зменшення регенерації та зменшення зрілих лісів.
В Іспанії вид має статус EN. Він трапляється в заповідних зонах у всьому своєму ареалі.

## Галерея

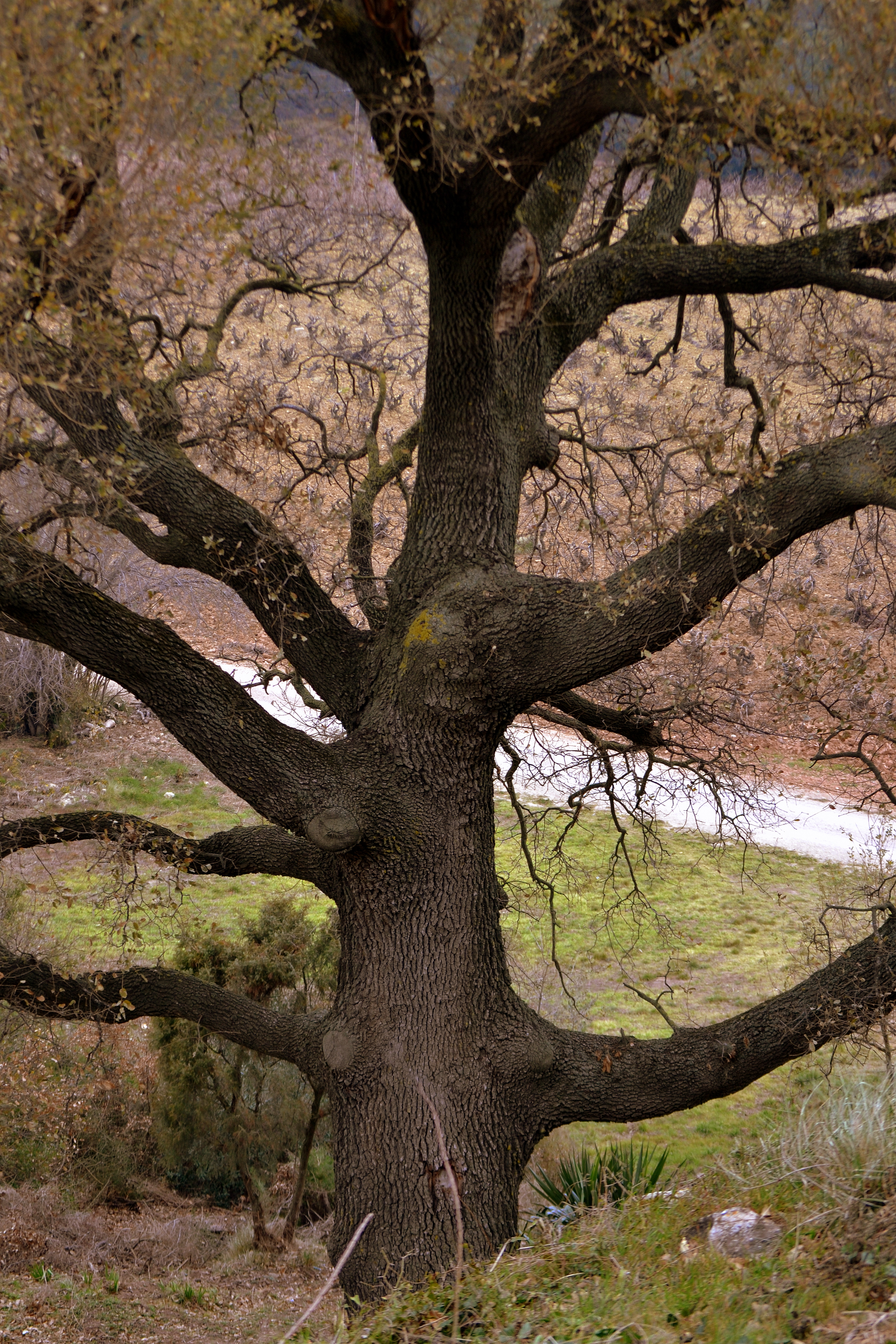
стовбур
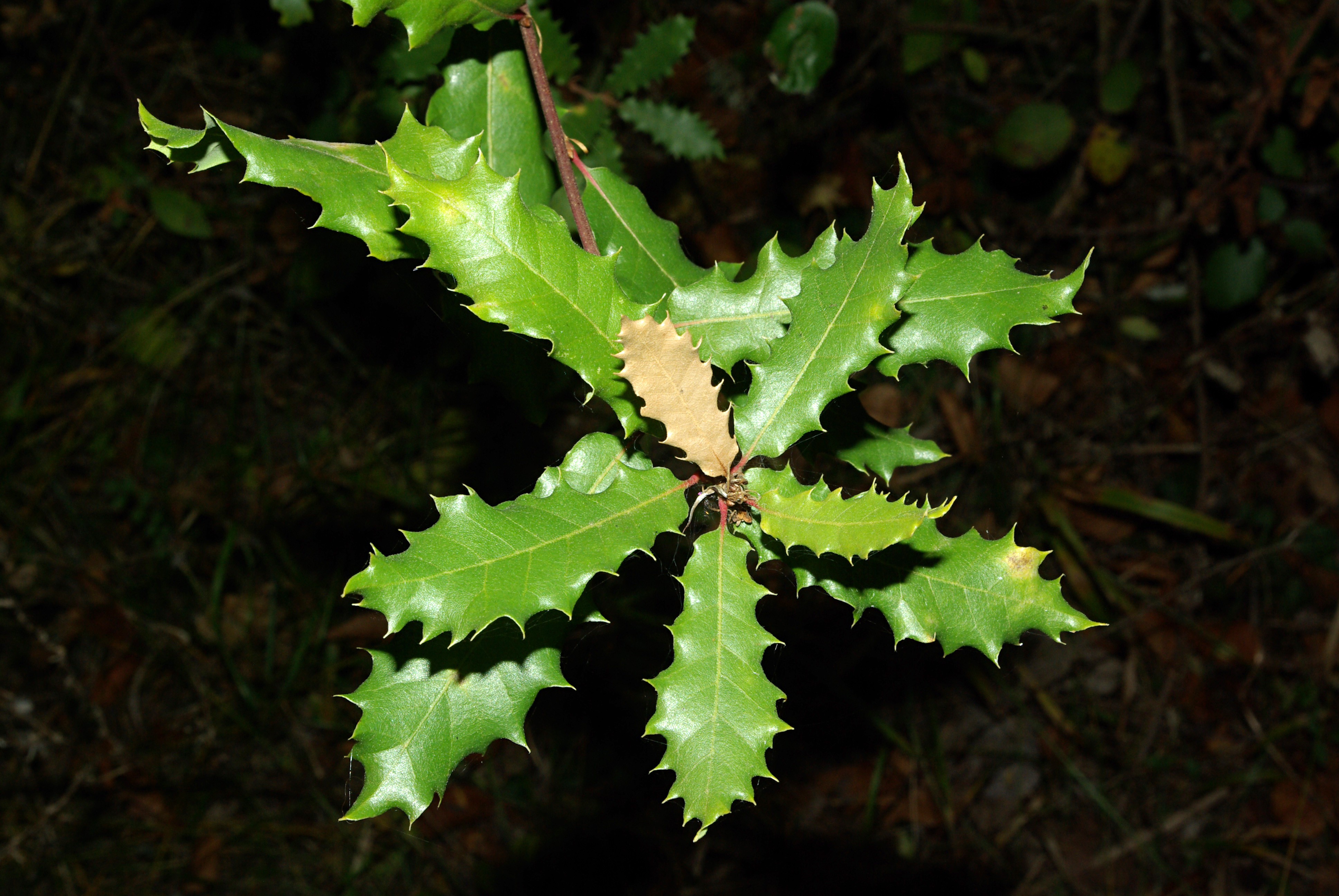
молоде листя
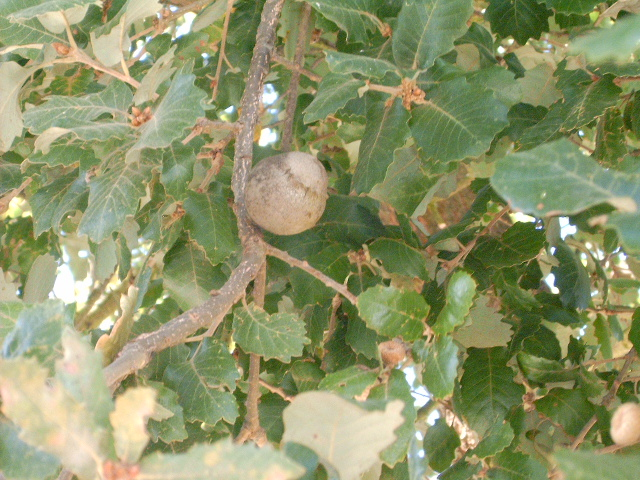
гілля, листя, плід
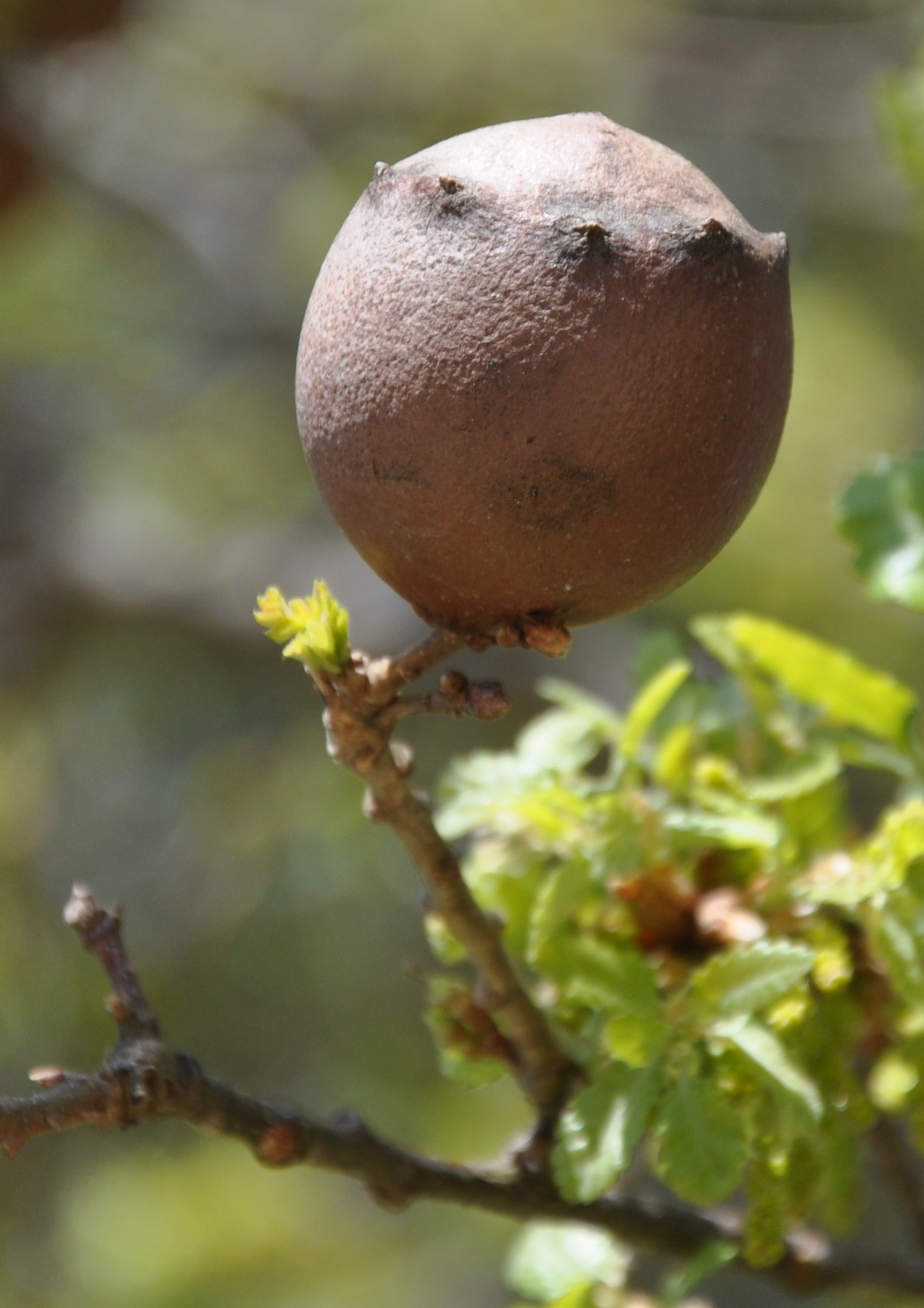
плід